# Język baniwa

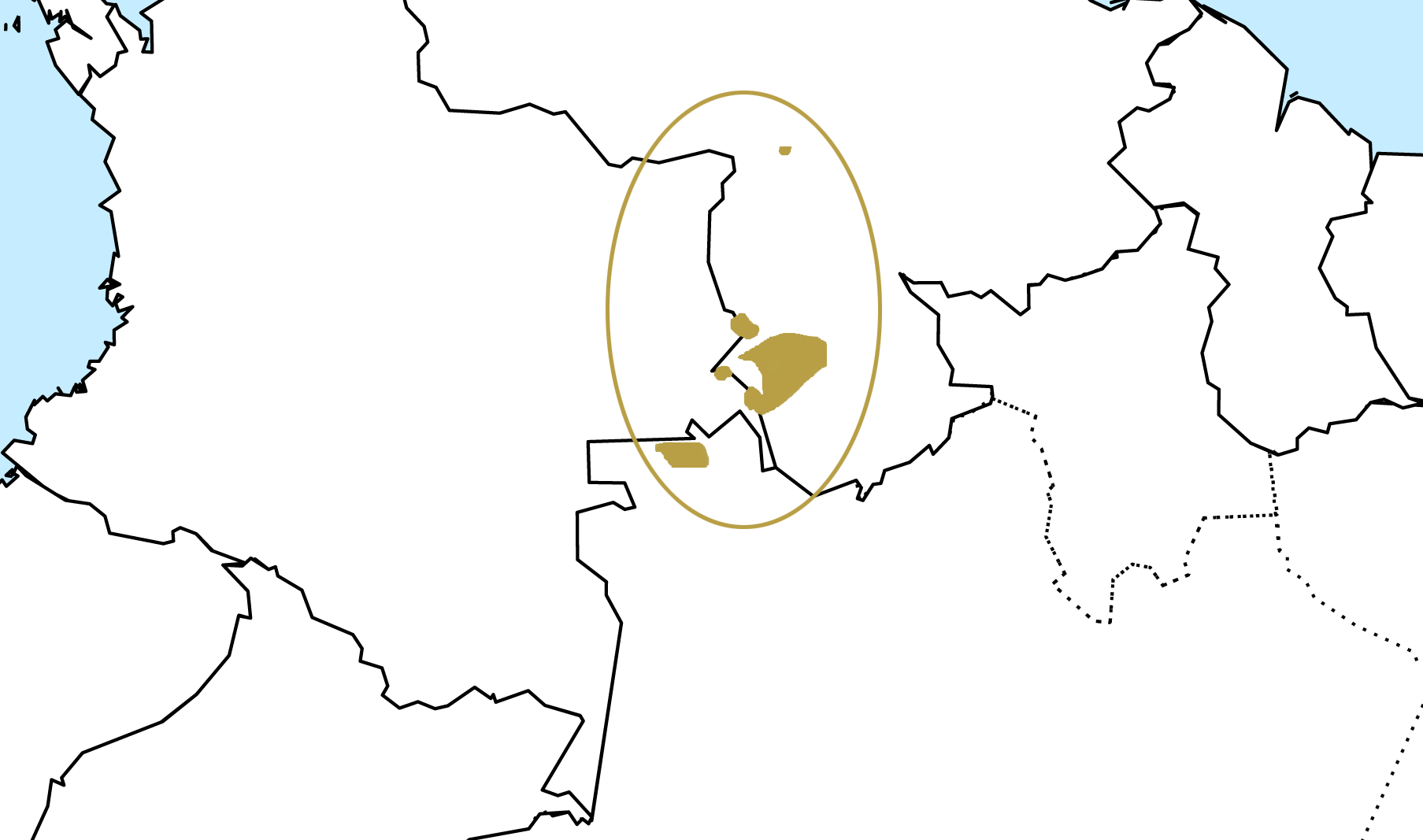
Język baniwa.

Język baniwa – język z rodziny arawackiej i podrodziny maipure, używany przez Indian Baniwa zwanych również Baniua do Icana, Maniba, Baniva, Baniba lub Issana, zamieszkujących pogranicza Brazylii, Wenezueli i Kolumbii. Żyją nad rzeką Içana i Atabapo.
Język baniwa podzielony jest na dialekty: hohodene (hoho-dena lub kadaupuritana) i siusy-tapuya (seuci, siuci lub siusi).